# دیمل
دیمل (به انگلیسی: Diemel) رودخانه‌ای است که در آلمان جریان دارد.